# Jonathan Culler
Jonathan Culler, nacido en el año 1944, es licenciado en la Universidad de Harvard y profesor de Lengua Inglesa en la Universidad de Cornell. Es una importante figura del estructuralismo literario y uno de los más relevantes teóricos de la deconstrucción.

## Trasfondo y carrera
Culler cursó un Grado en Artes orientado a Historia y Literatura, licenciándose en 1966. Después asistió al St. John's College de la Universidad de Oxford, donde cursó un Grado en Literatura Comparada y, en 1972, obtuvo el Doctorado en Filosofía orientado a las Lenguas Modernas. Su tesis del "Grado en Literatura Comparada" versaba sobre la fenomenología y la crítica literarias, y registró las primeras experiencias de Culler con el estructuralismo. La tesis exploraba el trabajo de Maurice Merleau-Ponty y la crítica de la Escuela de Ginebra ("Geneva School"), usando las ideas de Claude Lévi-Strauss, Roland Barthes y Ferdinand de Saussure. Su tesis posterior, correspondiente al Doctorado en Filosofía orientado a las Lenguas Modernas, se tituló: "Estructuralismo: Un Estudio del Desarrollo de los Modelos Lingüísticos y su Aplicación a los Estudios Literarios". En ella se formaron las bases de su libro posterior Poéticas Estructuralistas, que resultó premiado. A mediados de los años 70, Jonathan Culler se convirtió en la voz del estructuralismo en Estados Unidos.
Culler fue profesor de francés y Director de Estudios en Lenguas Modernas en el Selwyn College de la Universidad de Cambridge durante el periodo 1969-1974, pasando a ser profesor de francés en el Brasenose College de la Universidad de Oxford desde 1974 hasta 1977. También ha sido nombrado Presidente de la Sociedad de Semiótica de América (1988).
Actualmente, es profesor de inglés y de Literatura Comparada en la Universidad de Cornell. Culler está casado con la crítica deconstruccionista Cynthia Chase, quien es media-hermana del actor y comediante Chevy Chase.

## Principales obras
Inspirado por las monumentales teorías lingüísticas de Ferdinand de Saussure y los ensayos metodológicos de Claude Lévi-Strauss, Culler escribió su libro Poéticas Estructuralistas: Estructuralismo, Lingüística y el Estudio de la Literatura, libro que, por resultar una extraordinaria obra de crítica literaria, resultó ganador del premio James Russell Lowell de la Asociación de Lenguas Modernas de América en 1976. Poéticas Estructuralistas supuso una de las primeras introducciones del estructuralismo francés a la lengua inglesa.
La contribución de Culler a las series de Brevísimas Introducciones, Teoría Literaria: Una Brevísima Introducción, recibió grandes elogios por sus innovadoras técnica y organización. En lugar de dedicar capítulos a las escuelas y sus métodos, Culler dividió en ocho capítulos los temas y problemas que la Teoría Literaria ha de afrontar.
En un libro de reciente publicación (2007), Lo Literario en Teoría, Culler responde a la mayor noción de teoría y el papel que la Historia de la Literatura desempeña en el amplio campo de la Teoría Cultural y Literaria. Define así la Teoría como un cuerpo interdisciplinar de trabajo que incluye la Lingüística Estructuralista, el Marxismo, la Semiótica, el Psicoanálisis y la Crítica Literaria.

## Contribuciones a la Crítica Literaria
Culler propone que es capaz de proveer una explicación más concienzuda que sus predecesores acerca del uso de la Lingüística en el Estructuralismo. El modelo lingüístico puede ayudar a "formular las reglas de sistemas particulares de convencionalismos, en lugar de simplemente afirmar su existencia". Propone que el lenguaje y la cultura humana operan de manera similar. En Poéticas Estructuralistas, sin embargo, Culler advierte del error de aplicar las técnicas lingüísticas directamente a la Literatura. Mejor dicho, la "'gramática' de la literatura" es transformada en estructuras literarias y significantes sin la necesidad de un lector competente. Culler define el estructuralismo como una teoría basada en el supuesto de que, si las acciones o las producciones humanas tienen significado, debe haber un sistema subyacente que haga este significado posible. Una palabra sólo tiene significado en el contexto de un sistema preexistente de reglas y convenciones.
Crítica del lector responsable
Culler propone que usemos la Teoría Literaria no necesariamente para tratar de entender un texto, sino más bien para investigar la actividad de la interpretación. Deberíamos dar más peso a la participación activa del lector. En algunos de sus trabajos, Culler habla de un lector que es particularmente "competente". Para comprender cómo extraemos significado de un texto, Culler piensa en identificar elementos comunes que todos los lectores inmediatamente tratan de manera diferente en textos diferentes. Sugiere que hay dos clases de lectores: "los lectores como campo de experiencia para el crítico (él mismo como lector)", y los lectores futuros que se beneficiarán del trabajo que el crítico y los lectores anteriores han realizado. 
Algunos críticos de las teorías de Culler lamentan su ausencia de distinción entre literatura y el hecho de escribir en general.